# Ville de Port Augusta
La ville de Port Augusta (City of Port Augusta) est une zone d'administration locale située à l'extrémité nord du golfe Spencer dans l'État d'Australie-Méridionale, en Australie. Elle abrite la plus importante centrale électrique de l'État.
Elle comprend la ville de Port Augusta et les villages de Stirling North et Miranda.